# Bithynia walderdorffii
Bithynia walderdorffii is een slakkensoort uit de familie van de Bithyniidae. De wetenschappelijke naam van de soort is voor het eerst geldig gepubliceerd in 1865 door Frauenfeld.